# Garrett L. Withers

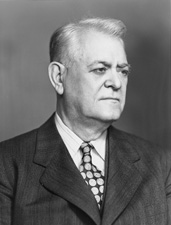
Garrett L. Withers

Garrett Lee Withers (* 21. Juni 1884 im Webster County, Kentucky; † 30. April 1953 in Bethesda, Maryland) war ein US-amerikanischer Politiker (Demokratische Partei), der den Bundesstaat Kentucky in beiden Kammern des Kongresses vertrat.
Garrett Withers kam auf einer Farm in Kentucky zur Welt. Nach dem Besuch der Normalschule und einem Jurastudium wurde er 1908 in die Anwaltskammer aufgenommen. Von 1911 bis 1953 arbeitete er als Prozessanwalt im Webster County. Während dieser Zeit bekleidete er diverse weitere öffentliche Ämter; so war er Verwaltungsbeamter am Kreisgericht des Webster County (1910–1912), Oberbeamter am selben Gerichtshof (1913–1917), Mitglied der Kentucky Highway Commission (1932–1936), Schiedsmann in Bankrottfällen (1941–1945) und Leiter der Autobahnbehörde von Kentucky (1947–1949).
Als Alben W. Barkley am 20. Januar 1949 sein Mandat im US-Senat niederlegte, um Vizepräsident der Vereinigten Staaten zu werden, wurde Garrett Withers zu dessen Nachfolger im Kongress berufen. Er verblieb dort bis zum 26. November 1950; für die Wahl zu diesem Senatssitz wurde er nicht nominiert.
Nachdem er 1951 dem Repräsentantenhaus von Kentucky angehört hatte, gewann Withers am 2. August 1952 eine Nachwahl zum US-Repräsentantenhaus, die durch den Tod des demokratischen Abgeordneten John A. Whitaker notwendig geworden war. Auch die Wiederwahl entschied er für sich. Garrett Withers starb jedoch noch während seiner zweiten Amtszeit am 30. April 1953 im Bethesda Naval Hospital.